# 安哥拉半線琴脂鯉
安哥拉半線琴脂鯉（学名：Hemigrammocharax angolensis）為輻鰭魚綱脂鯉目琴脂鯉亞目複齒脂鯉科的一種熱帶淡水魚，其种加词“angolensis”意为“安哥拉的”。分布於非洲安哥拉淡水流域，體長可達3公分，棲息在底中層水域，生活習性不明。